# Tortanus rubidus
Tortanus rubidus is een eenoogkreeftjessoort uit de familie van de Tortanidae. De wetenschappelijke naam van de soort is voor het eerst geldig gepubliceerd in 1965 door Tanaka.